# Ehrhard Johann Martin Nimz
Ehrhard Johann Martin Nimz (* 2. August 1905 in Stargard; † 2. Dezember 1984 in Bad Karlshafen) war ein deutscher Politiker und Verwaltungsjurist.

## Leben
Als Sohn eines Kreisoberinspektors geboren, studierte Nimz nach dem Besuch des Gröningschen Gymnasiums in Stargard Rechts- und Staatswissenschaften in Jena, Greifswald, Innsbruck und Breslau. Während seines Studiums in Jena wurde er 1924 Mitglied der Burschenschaft Arminia auf dem Burgkeller. Nach seinen Examen und Referendariat wurde er Gerichtsassessor in Stargard. 
Zum 1. Mai 1933 trat er der NSDAP bei (Mitgliedsnummer 2.251.828) und wurde kommissarischer Bürgermeister in Nörenberg, dann juristischer Hilfsarbeiter in Rathenow, wo er im November 1933 als Magistratsassessor Dezernent für Steuerverwaltung wurde. 1934 wurde er als Stadtassessor in Rathenow Beamter auf Lebenszeit und dann Magistratsrat. 1939 wurde er Bürgermeister von Bitterfeld. Am Zweiten Weltkrieg nahm er von 1939 bis 1943 im Militärdienst teil, wo er unter anderem eine Ausbildung zum Funkmesswart absolvierte. Zuletzt war er Fähnrich der Reserve an der Kriegsschule in Husum und wurde 1945 aus englischer Kriegsgefangenschaft entlassen.
Bis 1947 war er als Kiesgrubenarbeiter in Süpplingenburg sowie als Sekretär und Konzertagent des Cellisten Franz Fassbender tätig. 1948 wurde er in Emmerstedt Hilfsarbeiter in einer Fabrik für Fässer. 1949 konnte er wieder in seine Beamtenlaufbahn zurück und wurde Referent im Niedersächsischen Amt für Landesplanung und Statistik in Hannover, wo er 1952 zum Regierungsrat befördert wurde. 1955 ging er zur Regierung in Stade, 1956 wurde er als Oberregierungsrat Wirtschafts- und Gewerbedezernent. 1966 ging er in den Ruhestand, lebte dann von 1979 bis 1982 in Stade, bevor er nach Bad Karlshafen zog.